# Elettrotreno Alfa Pendular

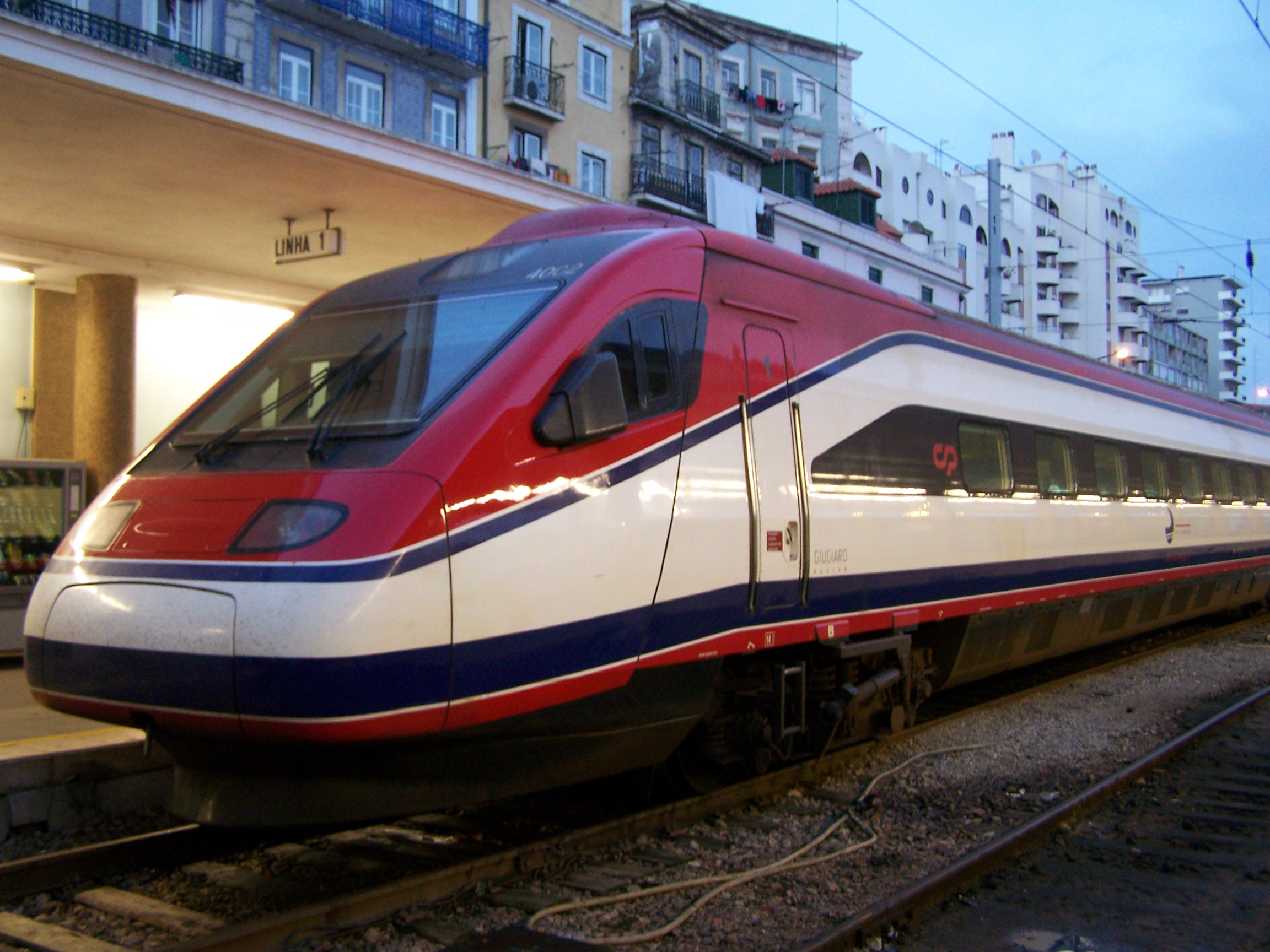
Alfa Pendular nella stazione di Lisbona Santa Apolónia

Alfa Pendular è il treno Pendolino utilizzato per l'Alta Velocità da Comboios de Portugal, l'azienda pubblica che gestisce le ferrovie portoghesi. Deriva dal Pendolino ETR 480 progettato da Fiat Ferroviaria e disegnato da Giugiaro. I carrelli sono stati riprogettati per adeguarsi al particolare scartamento di 1 668 mm adottato in Portogallo ed in Spagna. I convogli sono stati assemblati da Adtranz nello stabilimento portoghese di Amadora. Il costruttore principale Fiat Ferroviaria ha subappaltato la produzione a Adtranz e Siemens.

## Tecnologia
La tecnologia ad assetto variabile adottata da questa categoria di treni, consente loro di affrontare le curve ad una velocità più elevata rispetto ai treni convenzionali, riducendo ulteriormente i tempi di percorso. I convogli hanno un angolo massimo di inclinazione di 8º, raggiunto al momento di affrontare le curve, riducendo l'effetto della forza centrifuga sui viaggiatori. L'utilizzo di questo treno non richiede particolari modifiche alla rete ferroviaria esistente, ma è costoso in termini di manutenzione del materiale rotabile a causa della complessità del sistema di inclinazione.
La velocità massima raggiunta dall'Alfa Pendular è di 220 km/h anche se durante le prove di velocità, effettuate rimuovendo ogni protezione software, ha toccato i 236,6 km/h.

## Caratteristiche
I treni Alfa Pendular dispongono di due classi: la Turística (carrozze 6, 5, 4 e 3) e la Conforto (carrozze 2 e 1). Il bar è posizionato all'interno della carrozza 3. Questi treni possono trasportare fino a 300 passeggeri (96 in classe Conforto e 204 in classe Turística).
Nel 2017 è stato avviato il programma di restyling di mezza età (programa de revisão de meia vida) per i treni della serie 4000 presso le officine di manutenzione della CP ad Amadora che ha previsto il rifacimento totale degli interni di 1ª e 2ª classe, un nuovo bar, nuovi servizi igienici ed una nuova livrea esterna grigio/nera. Inoltre, la rete wi-fi è più performante ed ogni sedile dispone di prese elettriche o USB individuali.

## Collegamenti
Attualmente (2019) gli Alfa Pendular effettuano le seguenti tratte:
- Lisbona Santa Apolónia - Porto Campanhã;
- Lisbona Santa Apolónia - Braga;
- Lisbona Santa Apolónia - Guimarães;
- Porto Campanhã - Faro;

Il treno collega inoltre le città di Albufeira, Aveiro, Coimbra, Entroncamento, Espinho, Famalicão, Loulé, Pinhal Novo, Pombal, Santarém, Santo Tirso, Trofa, Tunes e Vila Nova de Gaia.

## Galleria d'immagini

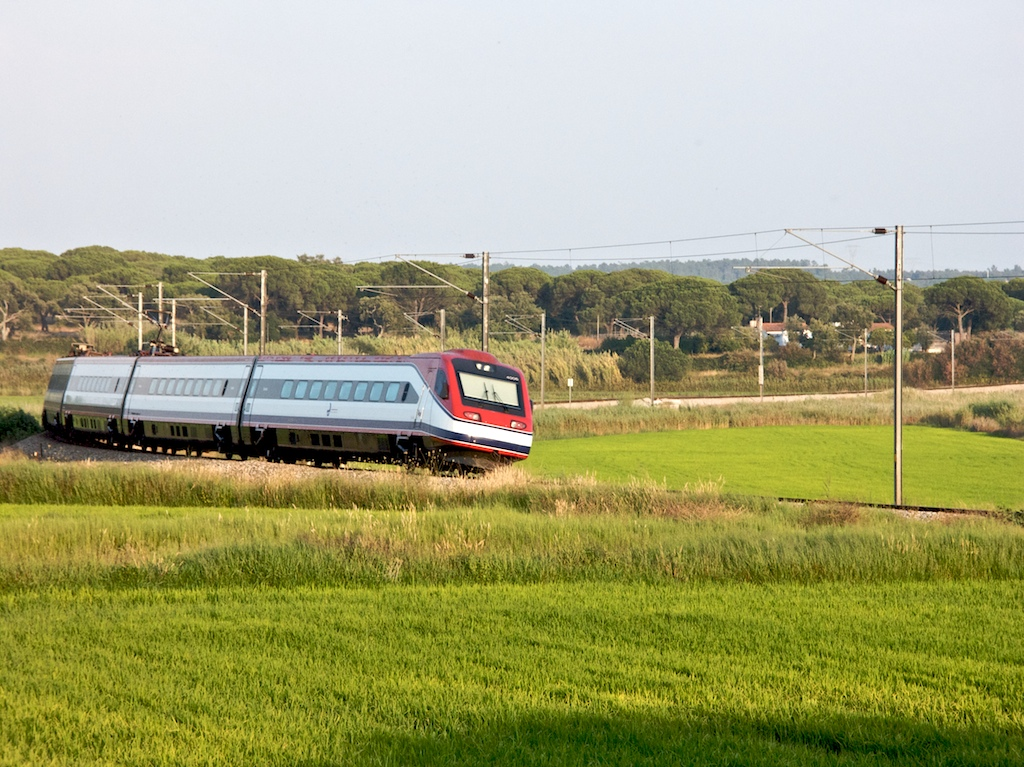
Un Alfa Pendular mostra il suo caratteristico assetto variabile
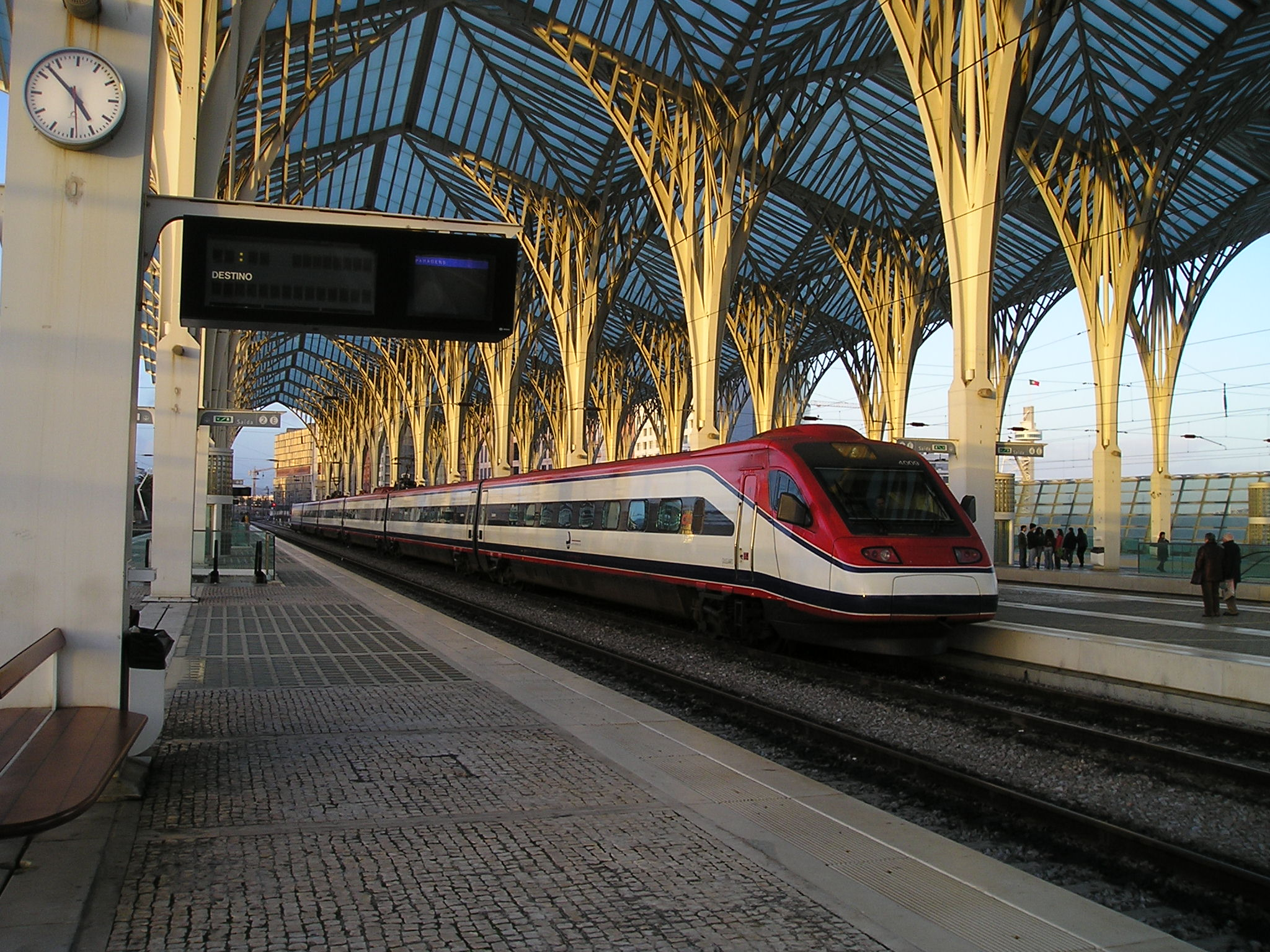
Un Alfa Pendular alla Stazione di Lisbona Oriente (1)
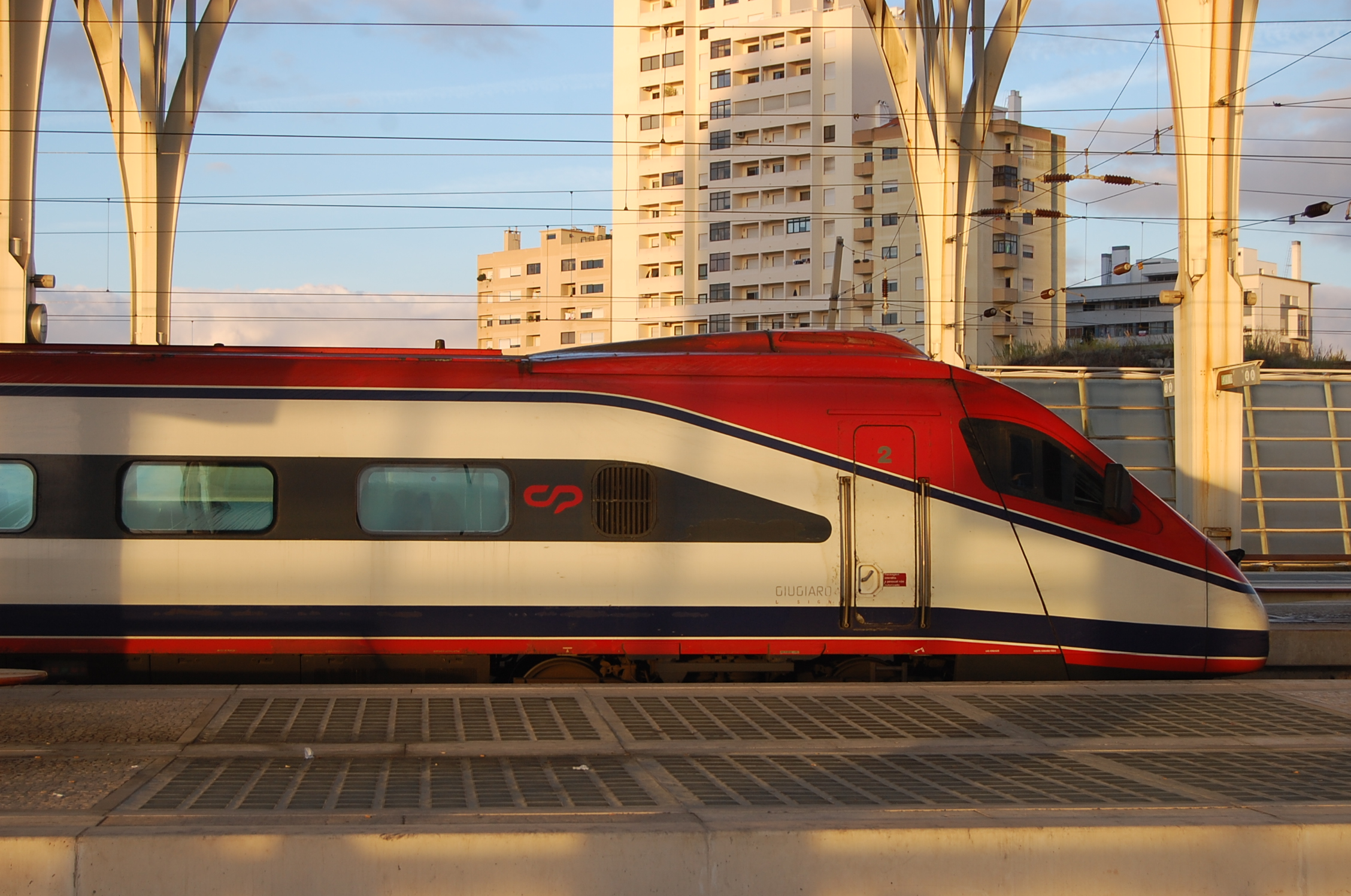
Un Alfa Pendular alla Stazione di Lisbona Oriente (2)
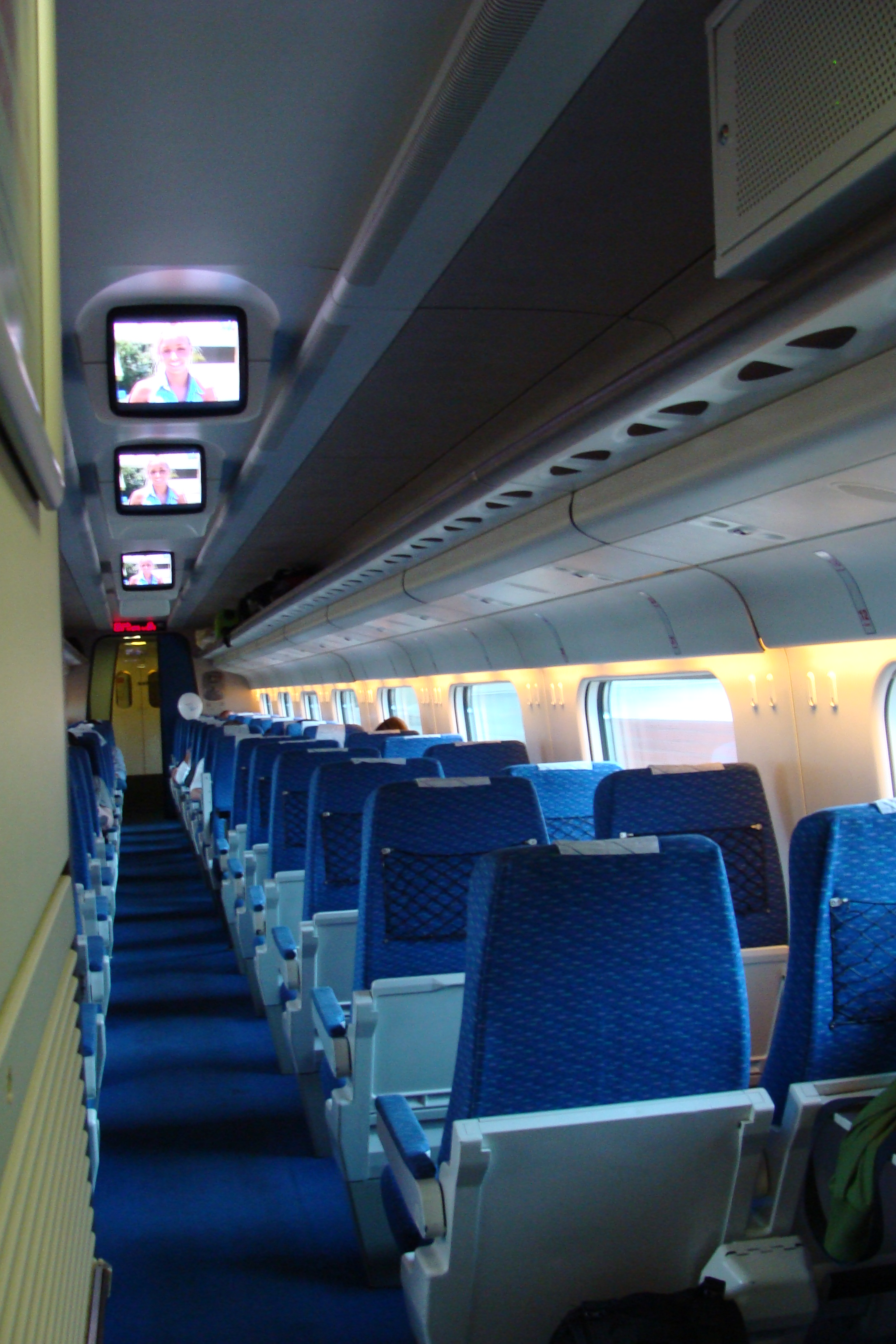
Gli interni di un Alfa Pendular (1)
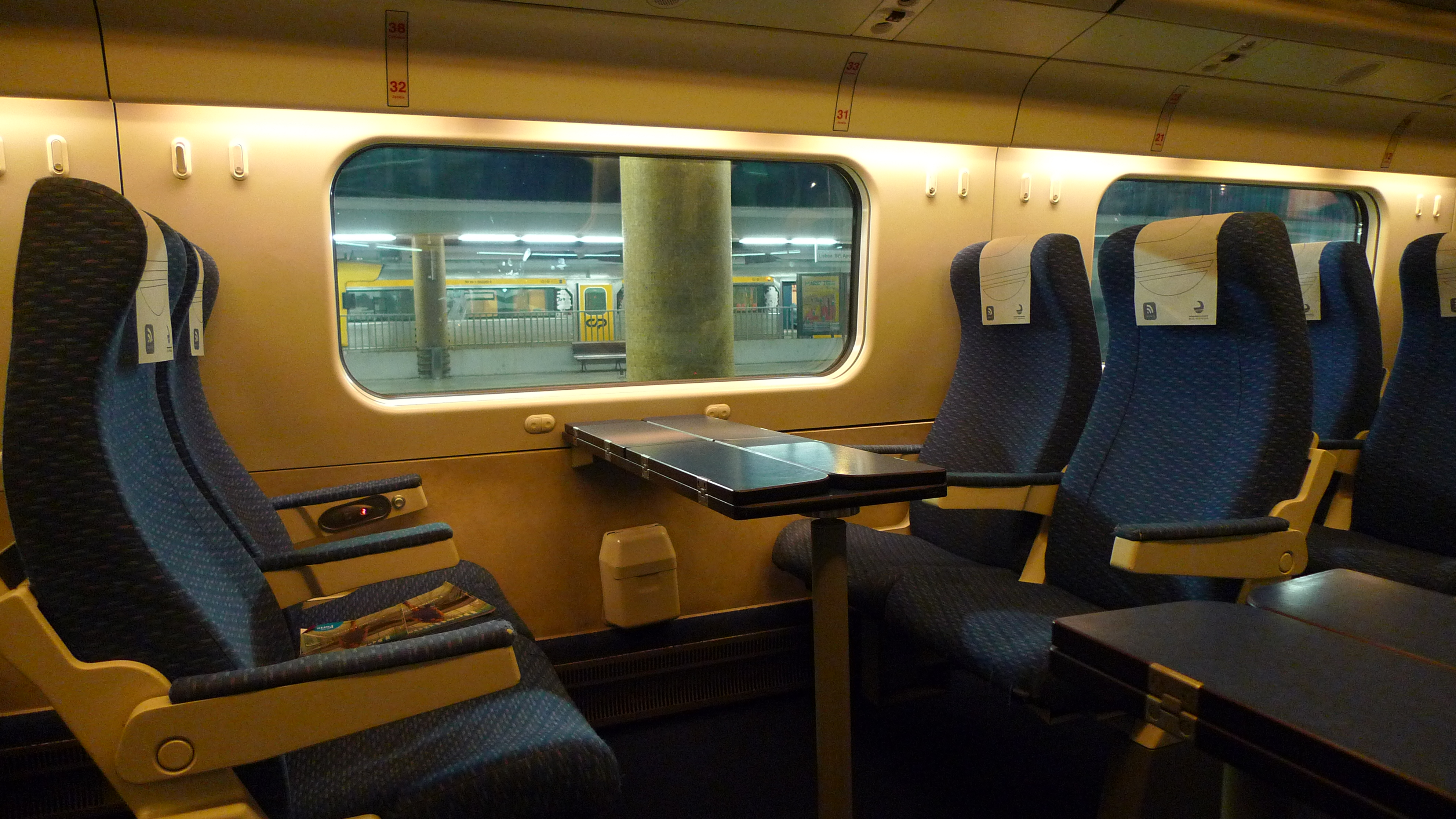
Gli interni di un Alfa Pendular (2)
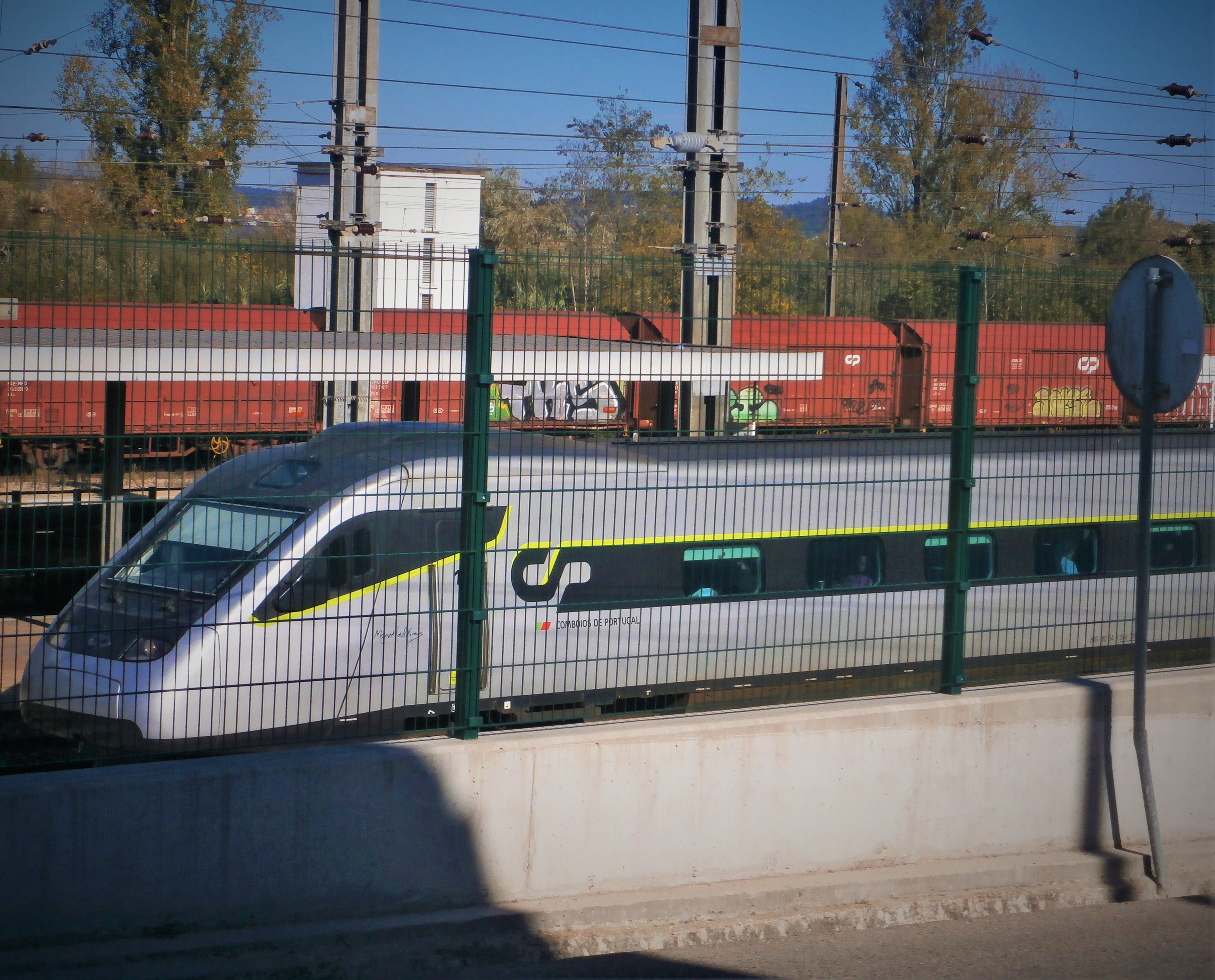
Un Alfa Pendular con la nuova livrea adottata dal 2017